# ジャスティン・ウォルドロン
ジャスティン・ウォルドロン (Justin Waldron、1988年6月18日－) は、アメリカ人のインターネット起業家。特に、オンラインソーシャルおよびモバイルゲームの制作会社ジンガの共同創立者として知られている。ジンガは、2015年までに55億ドル市場に達すると予想されるソーシャルゲーム業界のパイオニアと見なされている 。創立から4年以内に10億ドル企業に成長し、2011年には、NASDAQ株式市場においてGoogle以来最大の新規株式公開 (IPO) を実現した  。ウォルドロンは、2013年10月にジンガを辞任し、現在はエンジェル投資家として精力的に活動、 また日本及びシリコンバレーの様々なテクノロジー企業の顧問も務めている。
日本では、2010年8月にウノウ株式会社を買収しソフトバンクグループと合弁会社「ジンガジャパン」を設立した
が、2013年1月31日付で解散した
ジンガの代表的なゲームには、Words With Friends (ワード・ウィズ・フレンズ)、CityVille (シティビル)、FarmVille (ファームビル)、Zynga Poker (ジンガポーカー)、Mafia Wars (マフィアウォーズ)、Empires & Allies (エンパイアズ・アンド・アライズ)、Adventure World (アドベンチャーワールド) などがある。

## 来歴

### 生い立ち
ウォルドロンは、アメリカ合衆国コネチカット州ウォータータウンに生まれ育つ。11歳の時に初めて自分のコンピューターをプレゼントされると、すぐにプログラミングを学び、最初のビデオゲームとウェブサイトを作成した。マーク・ザッカーバーグなど他の著名テクノロジー企業の創立者らも子供の頃に遊びのつもりでやっていたというが、ウォルドロンも同様に、初期の頃はAOLへのハッキングも行っていた。他にも、暇を見つけてはPlayStation 2のMIPsマシンコードを分解して解析し、独自の機能を追加しているなどして遊んでいた。

### 高校時代
高校に入ると、バーガーキングの割引クーポンコードのアルゴリズムを解読して、訪問者にサンドウィッチの割引クーポンコードを無制限に生成するというウェブサイトを公開した。このサイトがあまりに人気を博してしまったため、バーガーキングからサイト停止を求める勧告を受けてしまった。

### ジンガ
2007年、コネチカット大学を中退し、19歳でジンガの共同創立者となる 。ジンガの初めての製品「ジンガポーカー」は、ウォルドロンが作成したものだ。その後は、製品開発や多くのチームを超えた会社全体の戦略を指揮した。さらに、ジンガの他の創立者たちとの特別プロジェクトにも携わり、日本でのジンガ事業拡大中は、東京に滞在した。

### その他の企業経歴
スプリッグ (Sprig)、ユアメカニックス (YourMechanic)、ギグスター (Gigster)、キックメッセンジャー (Kik Messenger)、サイドカー (Sidecar)、その他の企業において、初期段階での投資やアドバイスを行ったり、取締役会のメンバーに就任した。
ピーター・ティールのティール・ファンデーション (Thiel Foundation) で、「ティール・フェローシップの20 アンダー 20」プログラムの相談役として、大学中退という自らの体験を基に、若い起業家を支援している。

## 私生活
現在、サンフランシスコ及び東京に在住。